# Sámi Dáiddačehpiid Searvi
Sámi Dáiddačehpiid Searvi eller SDS (Det Samiska Konstnärsförbundet) är en facklig organisation för samiska bildkonstnärer, konsthantverkare och konstnärliga fotografer.
Sámi Dáiddačehpiid Searvi grundades 1979 och organiserar ett 60-tal bildkonstnärer, konsthantverkare och konstinriktade fotografer från hela Sápmi. Förbundet är medlem av Sámi Dáiddárráđđi (Samisk kunstnerråd).
Förbundet har sedan 1989 förhandlingsrätt gentemot den norska staten och förvaltar genom Samiske Kunstneres og Forfatteres Vederlagsfond (SKFV) stipendiemedel från intäkter från visningsersättning, biblioteksersättning och kopieringsersättning i Norge. 
Sámi Dáiddárráđđi searvi tillkom på initiativ av den så kallade Masi-gruppen och konstnären Nils-Aslak Valkeapää.